# Raphael Pumpelly
Raphael Pumpelly (* 8. September 1837 in Owego, New York; † 10. August 1923 in Newport, Rhode Island) war ein amerikanischer Geologe und Entdecker.
Auf Einladung der entsprechenden Regierungen vermaß er Teile von Japan und China. Dabei führte er die erste detaillierte Vermessung der Wüste Gobi durch und erkundete die Mongolei und Sibirien. Später war er Professor für Bergbau an der Harvard University. Seine Forschungen wurden beeinflusst von Louis Agassiz. Pumpelly verbrachte die Sommer in der Nähe des Mount Monadnock, und im Jahre 1884 markierte er einen Pfad von seinem Haus zum Gipfel, der noch heute seinen Namen trägt. 1870 wurde er in die American Academy of Arts and Sciences gewählt, 1872 in die National Academy of Sciences. 1905 war er Präsident der Geological Society of America.
Das Mineral Pumpellyit, eine Unterart des Chlorastrolit, die nur in Keweenaw County in Michigan gefunden wird, wurde nach ihm benannt.